# Avioane Craiova
Avioane Craiova SA est une société aéronautique basée à Ghercești, près de Craiova, en Roumanie. Cette entreprise a participé à la fabrication d'avions militaires dont le chasseur d'attaque au sol IAR-93 Vultur, le jet d'entraînement avancé / avion d'attaque léger IAR-99 et le chasseur IAR-95 Spey finalement annulé.
Créée en 1972 pour le développement, la fabrication et la maintenance d'avions militaires principalement pour l'armée de l'air roumaine, mais aussi chargée d'exportation. Entreprise du secteur public roumain, son statut tend vers la privatisation depuis le début des années 2000.

## Histoire

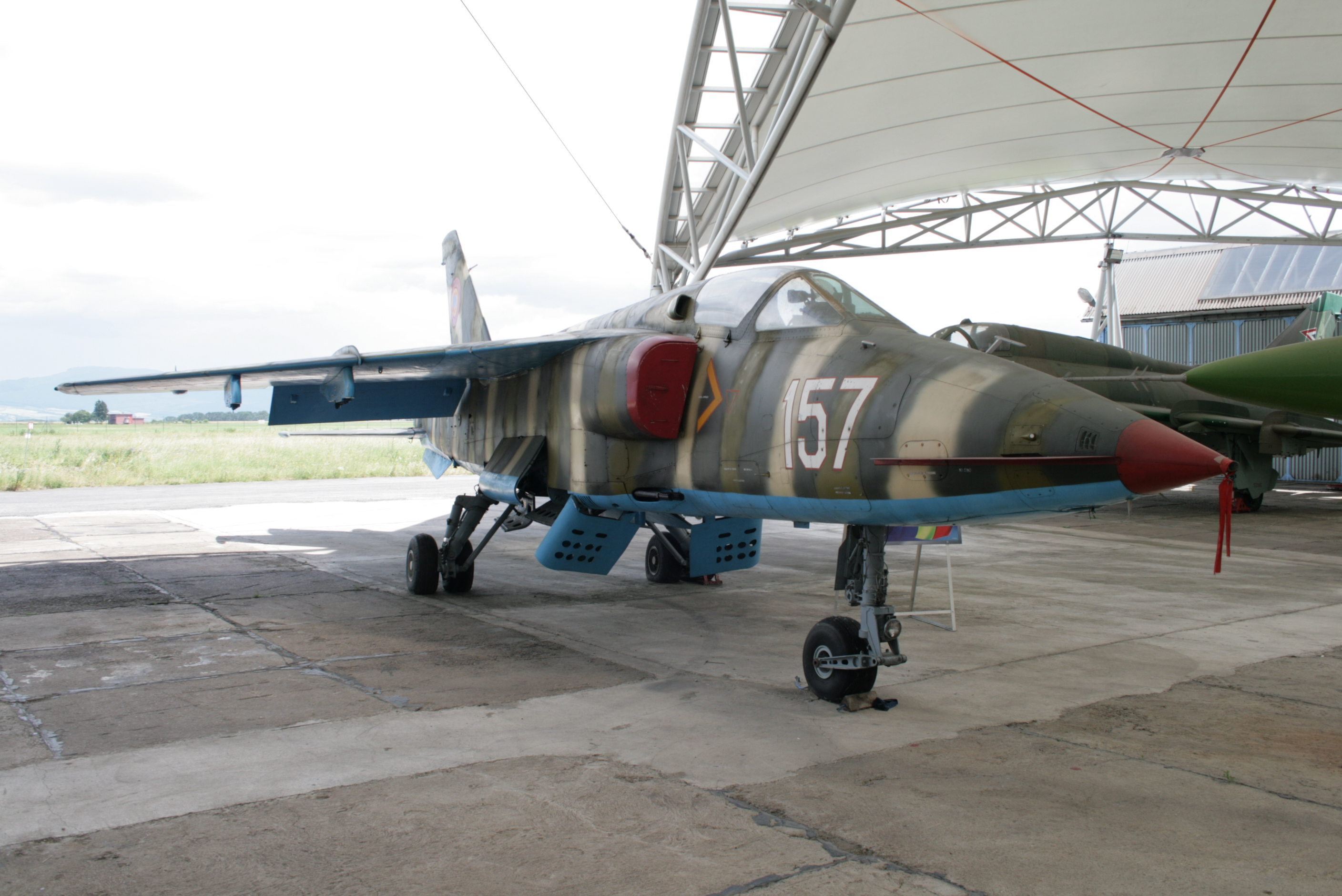
IAR-93 Vultur

Dès sa création en 1972, Avioane Craiova a été impliqué dans un programme de coopération multinational entre la Yougoslavie et la Roumanie pour le développement et la production conjointe d'un bimoteur d'attaque au sol et de reconnaissance tactique, l'IAR-93 Vultur (Aigle),. Ce programme IAR-93 a impliqué trois sociétés roumaines, Avioane Craiova, Aerostar Bacău et IAR Brașov, et l'avionneur yougoslave SOKO. Le premier vol du prototype de l'IAR-93 eut lieu en 1985. La production de ce modèle se monte à environ 200 appareils avant la fin de la production en 1992. L'IAR-93 a été mis en service dans l'armée de l'air roumaine. Dans la décennie 1990, Avioane a proposé différentes versions et modifications de la flotte IAR-93. 

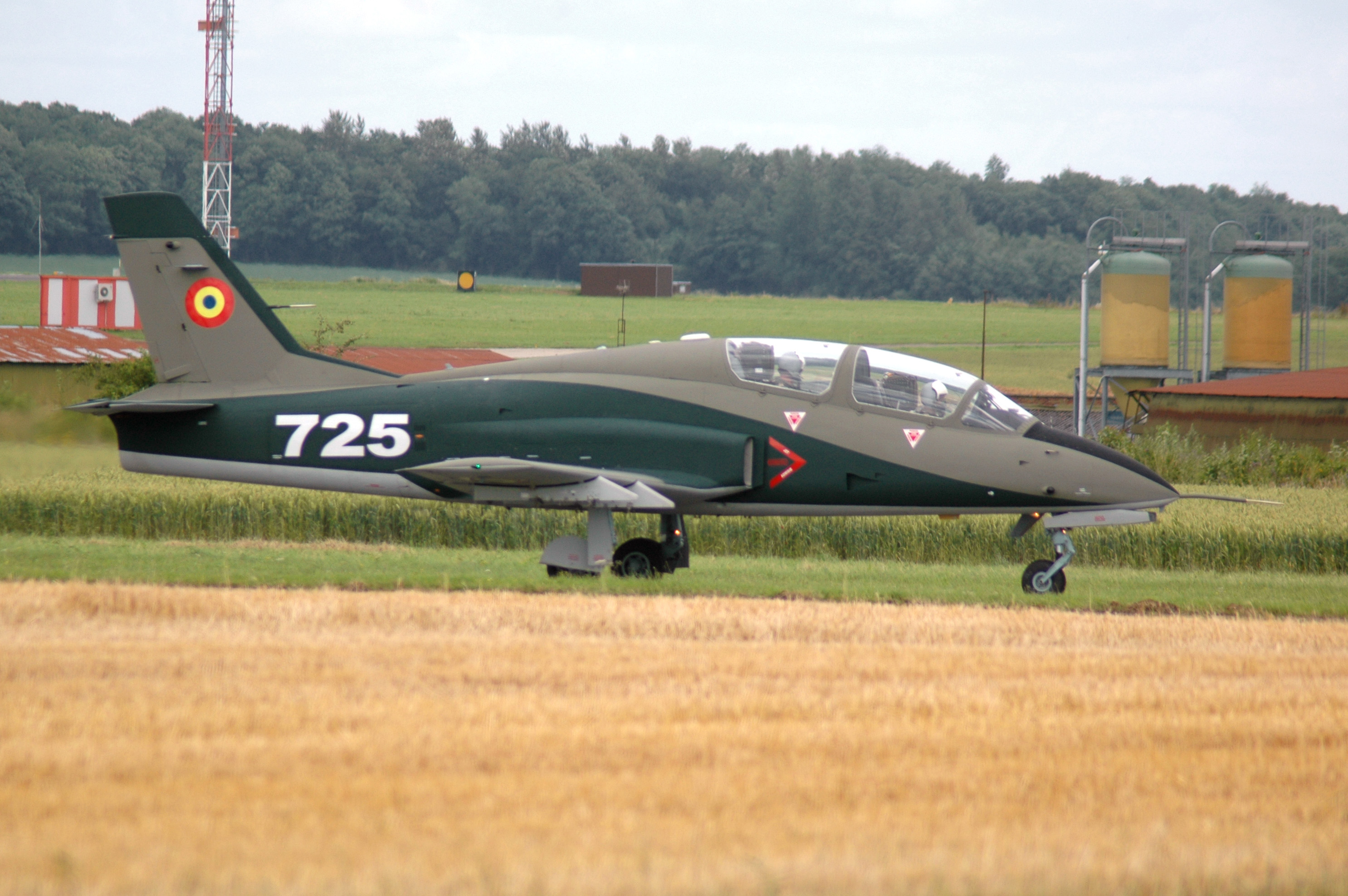
IAR-99 Şoim

À la fin des années 1970, Avioane Craiova a commencé à travailler sur un avion de combat supersonique entièrement roumain, appelé IAR-95, en vue de son adoption par l'armée de l'air roumaine. Après une interruption en 1981, le développement a ensuite repris avec un unique prototype, une maquette à grande échelle inachevée en raison de l'arrêt définitif du programme en 1988 officiellement en raison d'un manque de fonds disponibles.
Dans les années 1980, un autre programme, lancé par la société a abouti au développement d'un avion à réaction d'entraînement avancé et d'attaque léger, biplace en tandem, l'IAR-99. Les livraisons débutèrent en 1987 mais furent ralenties par la détérioration de l'économie roumaine au début des années 90. En septembre 1998, le gouvernement roumain a autorisé la remise à niveau des 24 IAR-99 existants de l'armée de l'air roumaine. Cette remise à niveau dote ces appareils d'une nouvelle suite avionique développée en collaboration avec la société aérospatiale israélienne Elbit Systems. En 2009, Avioane maintenait l'IAR-99 en production active sous la version modernisée IAR-99 Şoim (Faucon),. Avioane Craiova a continué le développement de l'avion et recherché des partenariats sur ce modèle au moins jusqu’en septembre 2017. A cette date, seuls 19 exemplaires restaient utilisés par l'armée de l'air roumaine toujours le seul utilisateur de l'IAR-99 à ce jour.
Au cours des années 2000, le gouvernement roumain a lancé de nombreuses privatisations des actifs de l'État incluant Avioane Craiova. En mai 2008, selon le périodique aérospatial Flight International, trois soumissionnaires avaient émis des offres pour l’acquisition jusqu'à 81 % des parts de la société Avioane Craiova. Ces 3 candidats étaient le constructeur aérospatial italien Alenia Aeronautica, la compagnie aéronautique tchèque Aero Vodochody et l'agence roumaine INAV Bucarest. Aero Vodochody semblait le favori, la société proposait de développer les capacités d'aérostructure d'Avioane. Cependant, en octobre 2008, les conditions contractuelles présentées aux candidats ne les ont pas satisfaits et les trois se sont retirés du processus de privatisation. Celui-ci a donc dû être relancé.

## Modèles produits
- IAR-93 Vultur
- IAR-99 Șoim

## Projets
- IAR-95 Spey
- IAR-101
- IAR-109 Swift

## Voir également
Liens internes
- IAR

Liens externes
- Galerie de photos